# دوازده سطح کلاه و سیستم رتبه
دوازده سطح کلاه و سیستم رتبه (انگلیسی: Twelve Level Cap and Rank System)، در سال ۶۰۳ تأسیس شد، اولین سیستم از چندین سیستم سرپوش و رتبه مشابه بود که در طول دوره آسوکا تاریخ ژاپن تأسیس شد. از سیستم‌های مشابه اقتباس شده بود که قبلاً در سلسله سوئی چین، پاکچه و کوگوریو. مأموران کلاه‌های ابریشمی که با طلا و نقره تزیین شده بود و پری که نشان دهنده درجه مقام رسمی بود به سر می‌گذاشتند. رتبه‌ها در دوازده سطح کلاه و نظام رتبه شامل بزرگ‌تر و کوچک‌تر از هر یک از شش فضیلت کنفوسیوس بود: فضیلت (徳 توکو)، خیرخواهی (仁 jin)، مناسب (禮 ری)، صداقت (信 شین)، عدالت (義 gi) و دانش (智 چی).
سیستم دوازده کلاهک در سال ۶۴۷ جایگزین شد.